# Arius maculatus
Arius maculatus és una espècie de peix de la família dels àrids i de l'ordre dels siluriformes.

## Morfologia
Els mascles poden assolir els 80 cm de llargària total.

## Distribució geogràfica
Es troba des de l'Índia, el Pakistan, Sri Lanka, Bangladesh i Myanmar fins al Mar d'Arafura i Indonèsia. També ha estat observat al delta del riu Mekong.